# Pulsnitz
Pulsnitz (hornolužickosrbsky Połčnica) je město v Horní Lužici v německé spolkové zemi Sasko. Nachází se v zemském okrese Budyšín a má přibližně 7 300 obyvatel.

## Geografie
Pulsnitz se rozkládá na západní hranici historického regionu Horní Lužice mimo lužickosrbskou oblast osídlení. Náleží k Západolužické pahorkatině a vrchovině a hlavním vodním tokem obce je stejnojmenná řeka Pulsnitz. Nejvyšším bodem je vrch Keulenberg (413 m). V Pulsnitz se nachází železniční zastávky Pulsnitz a Pulsnitz Süd na železniční trati Kamenec – Pirna.

## Historie
Pulsnitz vzniklo jako srbské sídlo s vodním hradem. V písemných pramenech je prvně zmíněno roku 1225 jako Polseniz. Roku 1355 získalo od císaře Karla IV. tržní právo a v roce 1375 městské právo. V roce 1994 byl připojen do té doby samostatný Friedersdorf a roku 2009 Oberlichtenau.

## Správní členění
Pulsnitz se dělí na 4 místní části:
- Friedersdorf
- Friedersdorf Siedlung
- Oberlichtenau
- Pulsnitz

## Pamětihodnosti
- Wehranlage Perfert (nazývaný též Husitský dům) – stavba z doby kolem roku 1420
- středověké náměstí s radnicí a památníkem sochaře Ernsta Rietschela
- zámek Oberlichtenau se zámeckým parkem
- pozdněgotický evangelicko-luterský městský kostel svatého Mikuláše

## Osobnosti
- Balthasar Kestner (1561–1633), knížecí dvorní krejčí, komorník a radní v Bückeburgu
- Bartholomäus Ziegenbalg (1682–1719), první protestantský misionář a jazykovědec
- Karl Eisner (1802–1874), hudebník a skladatel
- Ernst Rietschel (1804–1861), sochař
- Julius Kühn (1825–1910), zemědělský vědec
- Alwin Hartmann (1840–1921), politik
- Georg Hempel (1847–1904), podnikatel a politik
- Walther Hempel (1851–1916), chemik
- Alwin Peschke (1869–1929), skladatel
- Rudolf Stempel (1879–1936), farář, mučedník evangelické církve
- Curt Haase (1897–po 1944), politik za NSDAP)
- Robert Johannes Classen (1908–1987), obchodník a astronom
- Günter Haase (1932–2009), geograf
- Klaus Thielmann (* 1933), profesor lékařství, východoněmecký ministr zdravotnictví
- Klaus Staeck (* 1938), grafik
- Hartmut Bonk (1939–2019), sochař a grafik